# Кловер Хил (Мериленд)
Кловер Хил (енгл. Clover Hill) град је у америчкој савезној држави Мериленд.

## Демографија
По попису из 2000. године број становника је 3.260.
| Група             | 2000.         | 2010.    |
| Белци             | 2.987 (91,6%) | 0 (0,0%) |
| Афроамериканци    | 50 (1,5%)     | 0 (0,0%) |
| Азијати           | 132 (4,0%)    | 0 (0,0%) |
| Хиспаноамериканци | 58 (1,8%)     | 0 (0,0%) |
| Укупно            | 3.260         | 0        |